# Tajlandia na Zimowych Igrzyskach Olimpijskich 2018
Tajlandia na Zimowych Igrzyskach Olimpijskich 2018 – występ kadry sportowców reprezentujących Tajlandię na igrzyskach olimpijskich w Pjongczangu w 2018 roku.
W kadrze znalazło się czworo zawodników – dwóch mężczyzn i dwie kobiety. Reprezentanci Tajlandii wystąpili w ośmiu konkurencjach w dwóch dyscyplinach sportowych – biegach narciarskich i narciarstwie alpejskim.
Funkcję chorążego reprezentacji Tajlandii podczas ceremonii otwarcia i zamknięcia igrzysk pełnił biegacz narciarski Mark Chanloung. Reprezentacja Tajlandii weszła na stadion jako 77. w kolejności podczas ceremonii otwarcia i 78. podczas zamknięcia, w obu przypadkach pomiędzy ekipami z Chińskiego Tajpej i Turcji.
Był to 4. start reprezentacji Tajlandii na zimowych igrzyskach olimpijskich i 20. start olimpijski, wliczając w to letnie występy.

## Skład reprezentacji

### Biegi narciarskie
| Konkurencja                                         | Zawodnik        | Kwalifikacje | Kwalifikacje | Ćwierćfinały | Ćwierćfinały | Półfinały | Półfinały | Finały  | Finały  | Finały  |
| Konkurencja                                         | Zawodnik        | Czas         | Miejsce      | Czas         | Miejsce      | Czas      | Miejsce   | Czas    | Strata  | Miejsce |
| --------------------------------------------------- | --------------- | ------------ | ------------ | ------------ | ------------ | --------- | --------- | ------- | ------- | ------- |
| Bieg indywidualny kobiet na 10 km stylem dowolnym   | Karen Chanloung | —            | —            | —            | —            | —         | —         | 32:30,2 | +7:29,7 | 82.     |
| Sprint indywidualny mężczyzn stylem klasycznym      | Mark Chanloung  | 3:26,12      | 57. nq       | NQ           | NQ           | NQ        | NQ        | NQ      | NQ      | 57.     |
| Bieg indywidualny mężczyzn na 15 km stylem dowolnym | Mark Chanloung  | —            | —            | —            | —            | —         | —         | 38:40,8 | +4:56,9 | 79.     |
| Bieg masowy mężczyzn na 50 km stylem klasycznym     | Mark Chanloung  | —            | —            | —            | —            | —         | —         | LAP     | LAP     | LAP     |

### Narciarstwo alpejskie
| Konkurencja            | Zawodnik                 | Przejazd 1 | Przejazd 1 | Przejazd 2 | Przejazd 2 | Czas łączny | Miejsce |
| Konkurencja            | Zawodnik                 | Czas       | Miejsce    | Czas       | Miejsce    | Czas łączny | Miejsce |
| ---------------------- | ------------------------ | ---------- | ---------- | ---------- | ---------- | ----------- | ------- |
| Slalom kobiet          | Alexia Arisarah Schenkel | DNF        | DNF        | DNS        | DNS        | DNF         | DNF1    |
| Slalom gigant kobiet   | Alexia Arisarah Schenkel | DNF        | DNF        | DNS        | DNS        | DNF         | DNF1    |
| Slalom mężczyzn        | Nicola Zanon             | DNS        | DNS        | DNS        | DNS        | DNS         | DNS     |
| Slalom gigant mężczyzn | Nicola Zanon             | DNF        | DNF        | DNS        | DNS        | DNF         | DNF1    |